# Peire Guilhem de Luserna

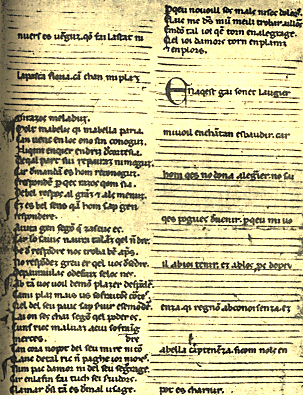
En aquest gai sonet laugier en el cançoner G; malauradament les línies de partitura no es van omplir

Peire Guilhem de Luserna (anomenat pels estudiosos italians Pietro Guglielmo di Luserna) (fl....1225-1226...) fou un trobador italià que escriu, com tots els trobadors, en occità.

## Vida
S'havia discutit si aquest trobador seria originari de Lusèrna (al Piamont) o d'una altra localitat menor anomenada Lusarne als Alps de l'Alta Provença. Tanmateix, sembla que és més probable que sigui de la localitat piamontesa. I en tot cas, el trobador escriu en territori italià, a l'entorn de la cort d'Este.
El sirventès En aquest gai sonet leuger està escrit en el moment de desavinences entre els milanesos i Federic II, possiblement el 1226. El dedica a Giovanna d'Este.
Va intervenir també en la polèmica del rapte de Cunizza da Romano, amb un sirventès (344,5) on defensa Cunizza dels maldients; el sirventès pot estar escrit en el moment del rapte (1226) o més tard.
Va escriure, a més, una cançó religiosa dedicada a la Verge i una cançó en defensa de la cortesia (més que no pas de l'amor) (344,4).
És possible que Peire Guilhem de Luserna sigui l'autre tirador, / qu'eu no vuoil dir, de Luserna ("l'altre avar, que no vull mencionar, de Luserna") en el sirventès que Aimeric de Peguilhan escriu contra els joglars i trobadors que li fan la competència (Il fol e·il put e·il filol, 10,32).

## Obra
- (344,1)[2] Ai, Vergena en cui ai m'entendenza (cançó religiosa)
- (344,2) Be·s met en gran aventura (cobla)
- (344,3) En aquest gai sonet leuger (sirventès)
- (344,3a = 437,15) En Sordell, qe vos es semblan (tençó amb Sordel; també s'ha atribuït aquesta tençó a Peire Guilhem de Tolosa)
- (344,4) No·m fai chantar amors ni drudaria (cançó)
- (344,5) Qi na Cuniça guerreia (sirventès, resposta a Uc de Saint-Circ)

### Repertoris
- Alfred Pillet / Henry Carstens, Bibliographie der Troubadours von Dr. Alfred Pillet […] ergänzt, weitergeführt und herausgegeben von Dr. Henry Carstens. Halle : Niemeyer, 1933 [Peire Guilhem de Luserna és el número PC 344]